# Eremochares mirabilis
Eremochares mirabilis är en biart som först beskrevs av Gussakovskij 1928.  Eremochares mirabilis ingår i släktet Eremochares och familjen grävsteklar. Inga underarter finns listade i Catalogue of Life.